# Koble (Słowenia)
Koble – wieś w Słowenii, w gminie Slovenske Konjice. W 2018 roku liczyła 112 mieszkańców.